# Die Schachspieler
Die Schachspieler (Hindi: शतरंज के खिलाड़ी, Śatrañj Ke Khilāṛi) ist ein indischer Spielfilm von Satyajit Ray aus dem Jahr 1977. Er entstand nach der gleichnamigen Kurzgeschichte von Premchand.

## Handlung
Im Jahr 1856 in Lakhnau, Hauptstadt des Königreichs Avadh, treffen sich die vom Reichtum ihrer Vorfahren lebenden Nichtstuer Mirza und Mir täglich zum Schachspielen. Der Nawab von Avadh Wajid Ali Shah vergnügt sich mit Tanz, Religion, schönen Frauen und Dichtung und hat für die Regierungsgeschäfte wenig Interesse. General James Outram, der Gesandte des Generalgouverneurs Lord Dalhousie, ist mit der Absicht nach Lakhnau gekommen, den Nawab zur Aufgabe der Verwaltungshoheit über Avadh zugunsten der East India Company zu bewegen.
Durch einen überraschenden Besucher werden Mirza und Mir darüber informiert, dass sich Gerüchte über eine gewaltsame Übernahme Avadhs durch die East India Company verbreiten. Er klärt sie auch darüber auf, dass Schach – Spiel der Könige und König der Spiele – nicht aus Persien kommt, sondern indischen Ursprungs ist und dass die britische Spielweise von der indischen abweicht.
General Outram eröffnet Ali Naqi Khan, dem Premierminister von Avadh, dass der Generalgouverneur die Übernahme des Königreichs beschlossen hat, da der Nawab trotz Warnung keine Anstrengung zur Verbesserung der Verwaltung unternommen hat. Als der Premierminister ihm die schlechte Nachricht überbringt, genießt er gerade eine Musik- und Tanzdarbietung.
Mirzas Frau fühlt sich vernachlässigt und ruft ihren Mann unter einem Vorwand zu sich, um ihn vom Spielen abzuhalten, aber ihre Verführungskünste bleiben letztendlich erfolglos. Sie entwendet dann am nächsten Tag die Schachfiguren, woraufhin Mirza und Mir beginnen, mit Tomaten, Limetten, Chillies und Nüssen als Figuren zu spielen. Wutentbrannt ob ihrer Ohnmacht wirft Mirzas Frau die Schachfiguren wieder ins Zimmer. Die Schachspieler vereinbaren, ab dem nächsten Tag bei Mir zu spielen, um ungestört zu sein.
Der Nawab beschwert sich bei seinen Ministern über deren Untätigkeit, ist selbst aber nicht gewillt, den Thron abzugeben. Outram befürchtet die Notwendigkeit einer gewaltsamen Übernahme und damit den Bruch des bestehenden Freundschaftsvertrages verantworten zu müssen.
Für Mirs Frau unerwartet, tauchen Mirza und Mir zum Schachspielen auf. Als Mir im Schlafzimmer einen Neffen (ihren Liebhaber) bei ihr antrifft, ist er ahnungslos und lässt sich über den Grund dessen Anwesenheit täuschen. Er glaubt der ihm aufgetischten Geschichte, dass die Armee des Nawab nach wehrfähigen Männern Ausschau hält und sein Neffe sich hier verstecke. Verängstigt beschließen Mirza und Mir außerhalb der Stadt in einer verfallenen Moschee weiterzuspielen.
Der Nawab sieht der Übernahme Avadhs entgegen und entwaffnet seine für eine Verteidigung zu schwache Armee. Bei einem darauffolgenden Empfang für General Outram weigert er sich zwar, den ihm unterbreiteten Vertrag zu unterzeichnen, überlässt jedoch Avadh den Briten.
Da Mir und Mirza keine Moschee finden, gehen sie in nahegelegenes Dorf spielen. Als Mirza das Spiel verliert, offenbart er Mir die Untreue dessen Frau. Mir zieht beleidigt eine Pistole und erschrocken durch die Nachricht, dass die Briten auf Lakhnau marschieren, schießt er aus Versehen auf Mirza. Beschämt resigniert er: Wenn wir unsere Frauen schon nicht in den Griff bekommen, wie sollen wir es dann mit den Briten schaffen. Sie versöhnen sich, da sie als Spielpartner füreinander unverzichtbar sind.

## Hintergrund
Dieser Film war die teuerste Produktion im Werk Satyajit Rays und sein erster nicht-bengalischer Film. Er ist in seiner Anlage streng formal. Ray stellt das Schachspiel im Kleinen wie im Großen nebeneinander und zeigt, dass Spieler und Figuren austauschbar sind und die Briten nach anderen Regeln spielen als die Inder. Gleich nach einer historischen Einleitung kommt ein Dialog zwischen General Outram und Captain Weston, wie er britischer kaum sein kann. Ray zeigt hier sein Gespür für subtilen Humor und seine profunde Kenntnis der britischen Psyche.
Der Film ist mehrsprachig; die indischen Darsteller sprechen Urdu, die Briten Englisch.
Für das Szenenbild war Bansi Chandragupta verantwortlich, der zuletzt bei Pratidwandi mit Ray gearbeitet hatte.

## Kritiken
„Mit großem Aufwand um historische Authentizität bemühte facettenreiche Parabel um Indien zur Zeit des britischen Imperialismus; mit viel Situationskomik und bissigen Seitenhieben angereichert.“

„Mit seinen ‚Schachspielern‘ bewies der große indische Regisseur Satyajit Ray wieder einmal seine Meisterschaft: ein ironischer, vielfach gebrochener Essay über den britischen Kolonialismus in Indien, die Geschichte zweier einheimischer Lebemänner, die sich mit nonchalanter Dekadenz so lange ihrem Müßiggang hingeben, bis ihre von Stil und Tradition geprägte Welt restlos zusammenbricht.“

## Auszeichnung
- National Film Awards 1978
  - National Film Award/Bester Film in Hindi
  - National Film Award/Beste Kamera (Beste Farbfotografie) – Soumendu Roy
- Filmfare Awards 1978
  - Filmfare Award/Beste Regie – Satyajit Ray
  - Filmfare Award/Bester Nebendarsteller – Saeed Jaffrey